# كريستين جوي
كريستين جوي (بالإنجليزية: Kirsten Joy)‏ هي مغنية مؤلفة بريطانية، ولدت في 1986 في جنوب أفريقيا.

## وصلات خارجية
- الموقع الرسمي
- كريستين جوي على موقع ميوزك برينز (الإنجليزية)
- كريستين جوي على موقع ديسكوغز (الإنجليزية)